# Sofiivka, Novomîkolaiivka
Sofiivka (în ucraineană Софіївка) este localitatea de reședință a comunei Sofiivka din raionul Novomîkolaiivka, regiunea Zaporijjea, Ucraina.

## Demografie
Componența lingvistică a localității Sofiivka
     Ucraineană (97,27%)
     Rusă (2,12%)
     Alte limbi (0,15%)
Conform recensământului din 2001, majoritatea populației localității Sofiivka era vorbitoare de ucraineană (97,27%), existând în minoritate și vorbitori de rusă (2,12%).